# Поразка після перемоги
«Поразка після перемоги» (рос. «Поражение после победы») — радянський художній фільм 1988 року режисера Анатолія Дяченка.

## Сюжет
Гучні перемоги Геннадія Кедрова на рингу змінюються низкою особистих поразок. Роблячи ставку на спортивній кар'єрі, герой йде з роботи на заводі і вирішує кинути університет. Відмова тренера від участі в більш серйозних змаганнях змушує Геннадія поставити хрест на спорті. У минулому перспективний, 27-річний боксер намагається заробити хоч якісь гроші працюючи то вантажником, то могильником, то приймальником макулатури. Ще одним ударом стає прагматична реакція дружини на хворобу свекрухи. Відсутність стабільного заробітку, розчарування в подружніх стосунках, зрада друга — весь цей ланцюжок невдач відправляє боксера в нокдаун. У снах герой постійно стикається з необоротністю свого майбутнього. У якийсь момент Геннадій розуміє, що єдина людина, яка здатна знову зробити його щасливим — це дружина його свого друга. Бажання знову відчувати себе потрібним і боязнь остаточно втратити себе штовхає героя на кардинальні зміни в його і так непростій долі.

## У ролях
- Володимир Яковлєв —  Геннадій
- Олександр Волхонський —  Ігор
- Тетяна Хрольонок —  Катя, дружина Геннадія
- Ірина Кабанова —  Рита

## Знімальна група
- Автор сценарію — Фархад Агамалов
- Режисер-постановник —  Анатолій Дяченко
- Головний оператор — Георгій Майєр
- Художник — Сергій Сологуб
- Композитор — Олександр Сідмак